# Wackernheim
Wackernheim ist ein Ortsbezirk der Stadt Ingelheim am Rhein im Landkreis Mainz-Bingen in Rheinland-Pfalz. Das Bergdorf war bis Juni 2019 als Ortsgemeinde Teil der Verbandsgemeinde Heidesheim. Seit dem 1. Juli 2019 gehört es zur Stadt Ingelheim am Rhein.

## Geographische Lage
Der Ort liegt etwa sieben Kilometer westlich von Mainz in einem Seitental des Rheins zwischen den Naturschutzgebieten Rabenkopf, Layenhof und Mainzer Berg. Im Osten grenzt er an den Mainzer Stadtteil Finthen sowie westlich an den Ingelheimer Nachbarstadtteil Ober-Ingelheim. Weitere Nachbarstadtteile und -gemeinden sind Heidesheim am Rhein im Norden sowie knapp 5 Kilometer südlich Schwabenheim an der Selz, Stadecken-Elsheim und Essenheim. Zu Wackernheim gehört auch der Wohnplatz „Haus Vetter“.

## Geschichte
Wackernheim entstand wahrscheinlich schon um 500 v. Chr. Seine erste urkundliche Erwähnung als Vuacharenheim datiert vom 17. Juni 754, in der die Schenkung eines Weinbergs an das Kloster Fulda vermeldet wurde. Weitere Namensvarianten sind Vuacharenberg und Wachernheim. Seit dem Jahr 1200 ist der Name Wackernheim in seiner heutigen Schreibweise bei allen Urkunden und Unterschriften zu finden.
Wackernheims Bedeutung im Mittelalter war nicht gering. Davon zeugen die Wasserleitungen der Karlsquellen zur Umgebung des Wackernheimer Tales sowie drei Sarkophage (eine Art Grabröhren). Auch fand man alte römische Mauernzüge, geplättete Wege und Gänge sowie behauene Steintafeln und alte Gebäudereste. Wackernheim war erst seit etwa 900 ein zum Ingelheimer Grund gehörendes Reichsdorf.
Die Bewohner Wackernheims betreiben seit jeher Landwirtschaft und Obstanbau. Seit etwa 1950 hat sich auch Gewerbe in Wackernheim angesiedelt; der Ort ist jedoch in erster Linie Wohngemeinde geblieben.
Zum 1. Juli 2019 wurden die Ortsgemeinden Wackernheim und Heidesheim in die Stadt Ingelheim eingemeindet.

## Politik

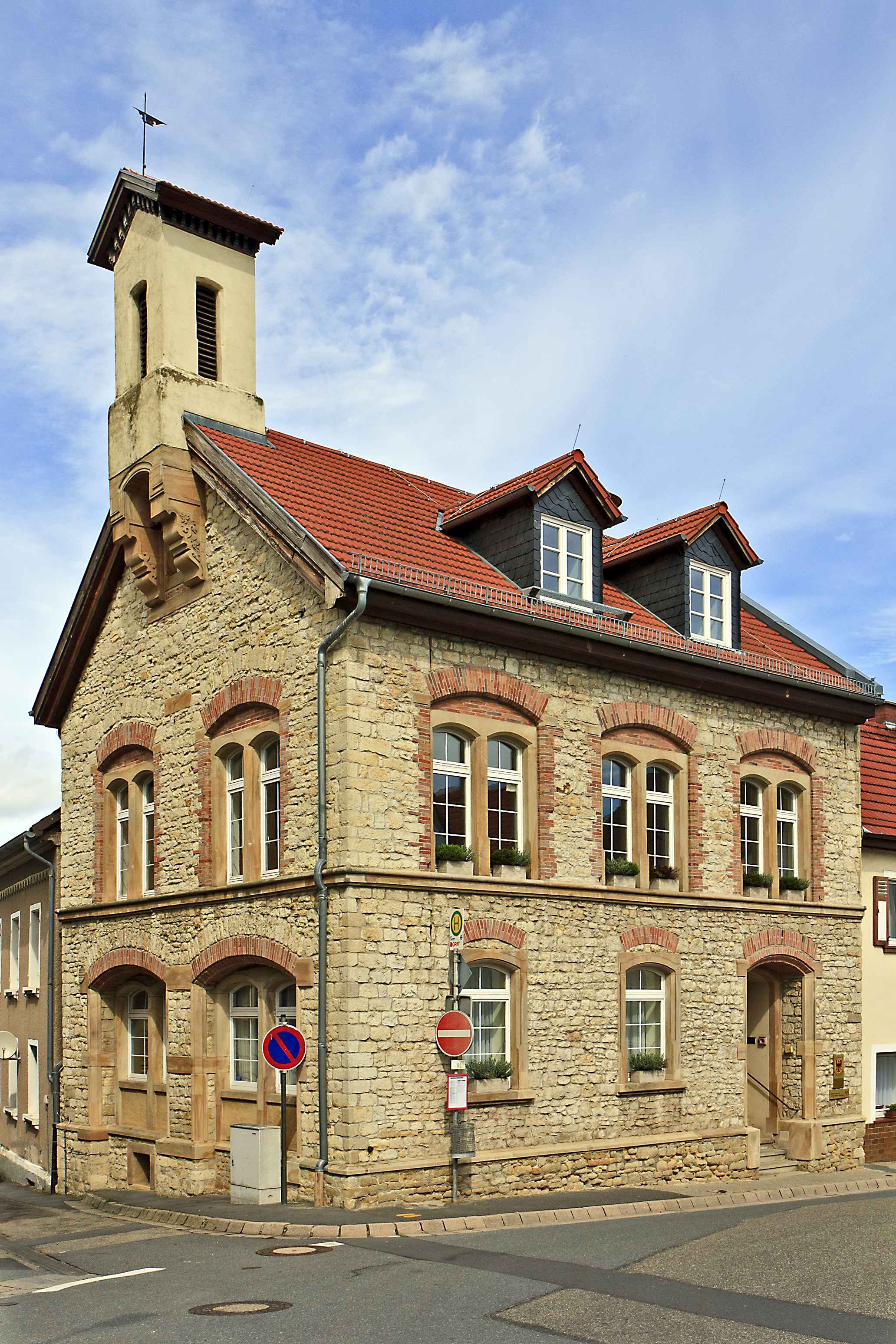
Ehemaliges Rat- und Schulhaus

### Ortsbeirat
Wackernheim ist gemäß Hauptsatzung als Ortsbezirk ausgewiesen und wird von einem Ortsbeirat und einem Ortsvorsteher politisch vertreten.
Der Ortsbeirat besteht aus zwölf Ortsbeiratsmitgliedern und dem Ortsvorsteher als Vorsitzendem. Bei der Kommunalwahl am 9. Juni 2024 wurden die Beiratsmitglieder in einer personalisierten Verhältniswahl gewählt. Die Sitzverteilung im gewählten Ortsbeirat:
| Wahl | SPD | CDU | Grüne | FWG a | Gesamt   |
| ---- | --- | --- | ----- | ----- | -------- |
| 2024 | 3   | 2   | 3     | 4     | 12 Sitze |
| 2019 | 3   | 2   | 3     | 4     | 12 Sitze |

### Ortsvorsteher
Theo Paridon (CDU) wurde am 3. Juli 2024 Ortsvorsteher von Wackernheim. Bei der Direktwahl am 9. Juni 2024 war er als einziger Kandidat mit einem Stimmenanteil von 74,0 % für fünf Jahre gewählt worden.
Paridons Vorgänger Dieter Berg (FWG), seit 2019 der erste Ortsvorsteher Wackernheims, war zur Wahl 2024 nicht erneut angetreten.

### Ehemaliger Gemeinderat
Der letzte Gemeinderat in Wackernheim bestand aus 20 Ratsmitgliedern, die bei der Kommunalwahl am 25. Mai 2014 in einer personalisierten Verhältniswahl gewählt wurden, und der ehrenamtlichen Ortsbürgermeisterin als Vorsitzender. Bis 2009 gehörten dem Gemeinderat 16 Ratsmitglieder an.
Die Sitzverteilung im Gemeinderat:
| Wahl | SPD | CDU | Grüne | FDP | FWG | BL | Gesamt   |
| ---- | --- | --- | ----- | --- | --- | -- | -------- |
| 2014 | 6   | 3   | 3     | –   | 7   | 1  | 20 Sitze |
| 2009 | 7   | 3   | 2     | 1   | 6   | 1  | 20 Sitze |
| 2004 | 6   | 4   | 2     | 0   | 3   | 1  | 16 Sitze |

- FWG = Freie Wählergruppe Heidesheim-Wackernheim e. V.
- BL = Bürgerliste Wackernheim-Heidesheim e. V.

Ortsbürgermeisterin war seit 2009 Sybille Vogt von der Freien Wählergruppe Wackernheim.

### Wappen
Wackernheim war seit etwa 900 ein Reichsdorf. Es erhielt als Wappen den Reichsadler im goldenen Felde, welches auch heute noch das Ortswappen ist.

### Gemeindepartnerschaften
Partnerschaften bestehen mit der Gemeinde Daix in Burgund sowie mit Roncà in der Provinz Verona.

## Kultur und Sehenswürdigkeiten
Die Kirche „Schmerzen Mariens“ wurde 1733 fertiggestellt. Ermöglicht hatte den Bau ein vermögendes Mitglied der Familie Gedult von Jungenfeld, der der katholischen Kirchengemeinde das Gelände 1729 zweckgebunden geschenkt hatte, um dort ein Gotteshaus zu errichten.

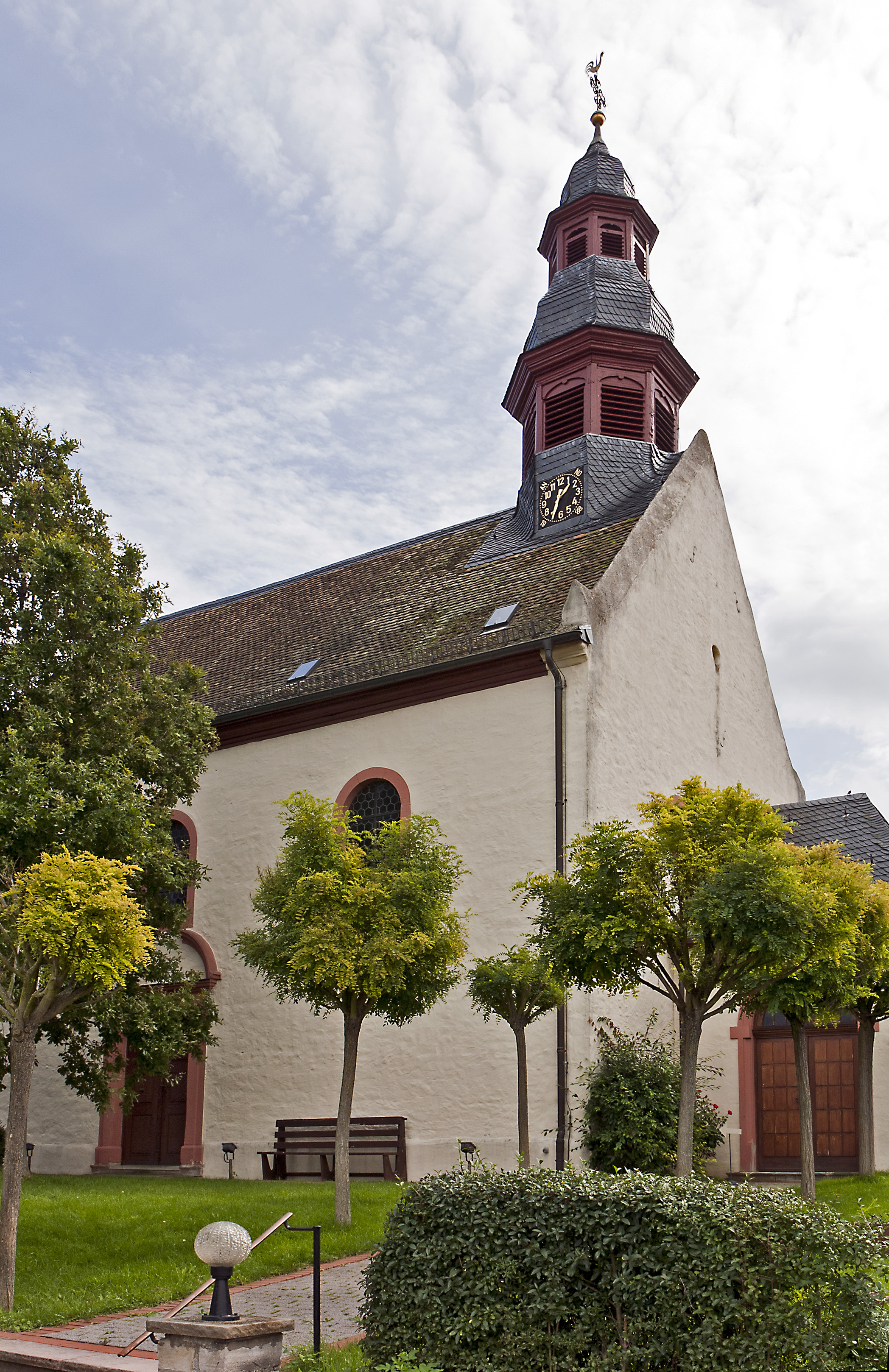
Evangelische Kirche
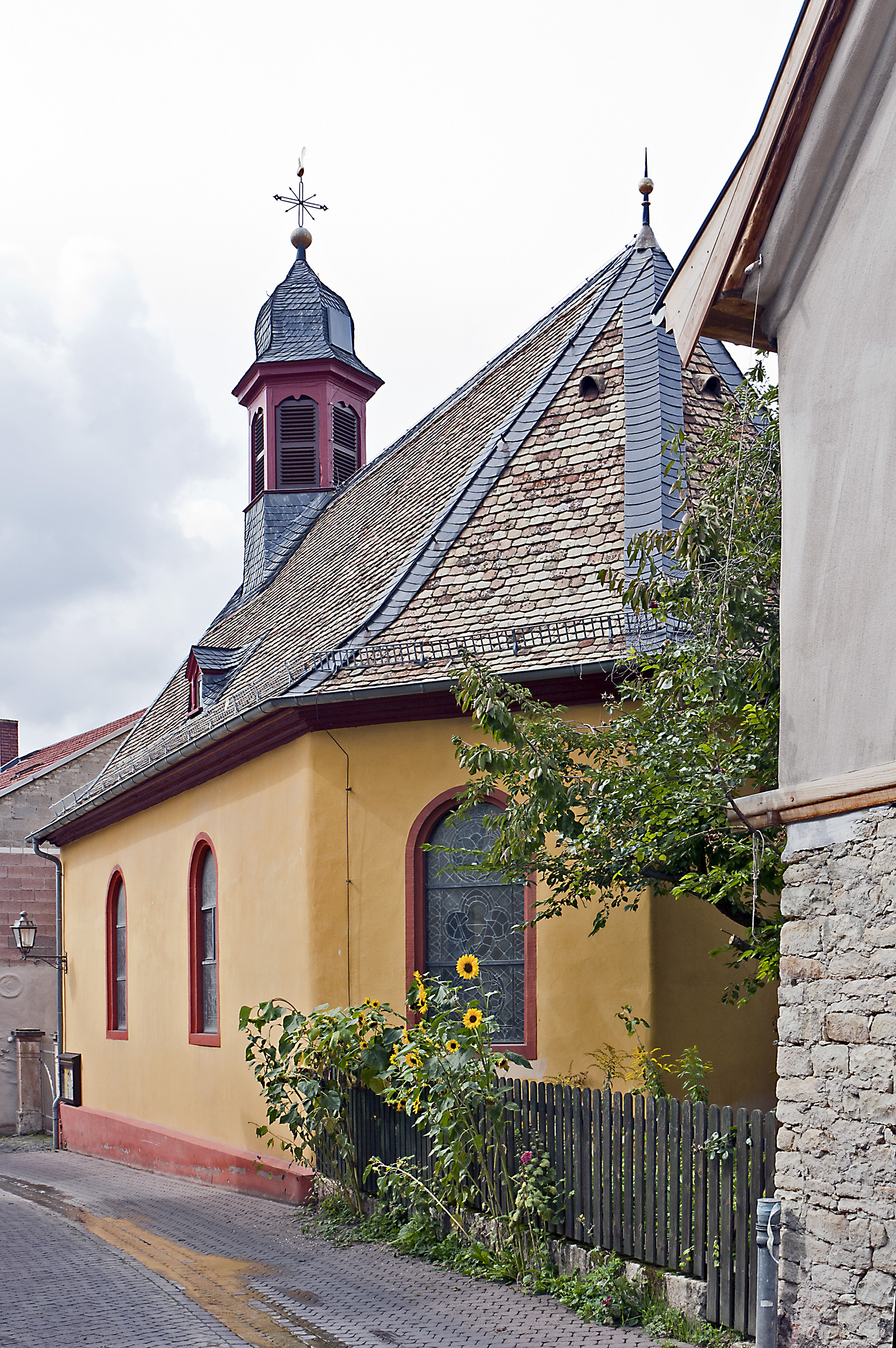
Katholische Kirche

### Vereine
Die Freiwillige Feuerwehr Wackernheim wurde 1896 gegründet. Seit der Eingemeindung nach Ingelheim am 1. Juli 2019 wird sie als Einheit Wackernheim der Freiwilligen Feuerwehr Ingelheim geführt. 
Der größte Sportverein des Ortes ist der Turn- und Sportverein 1862 Wackernheim e. V. Er hat über 800 Mitglieder in den Abteilungen Fußball, Turnen, Tischtennis, Taekwondo und Breitensport. Die Vereinshalle des TSV wird auch für andere kulturelle Events genutzt.
Weitere Vereine sind der 1949 gegründete Carneval Club Wackernheim und der MGV 1888 Wackernheim.

## Wirtschaft und Infrastruktur
Wackernheims Wirtschaft ist geprägt vom Obst- und Weinanbau. Im Ort befinden sich die McCully Barracks der US-amerikanischen Streitkräfte.

### Verkehr
Wackernheim liegt unweit der Bundesautobahn 60, erreichbar über die Ausfahrten Heidesheim, Ingelheim Ost und Mainz-Finthen. Es existierten Anschlüsse an das DB-Nahverkehrsnetz in Heidesheim. Außerdem fährt die Buslinie 56 der Mainzer Verkehrsgesellschaft vom Wackernheimer Rathausplatz über Mainz-Finthen und die Universität in 22 Minuten bis zum Mainzer Hauptbahnhof und in geringerer Taktung in Gegenrichtung zur Stadtmitte Ingelheims.

## Persönlichkeiten
- Hans Friedrich Lenz (* 29. August 1902 in Wackernheim; † 24. März 1996 in Gießen), evangelischer Geistlicher
- Joachim Tettenborn (* 26. November 1918 in Ottendorf; † 18. August 2008 in Ingelheim); Schriftsteller, Dramaturg, Fernsehredakteur
- Hellmuth Benesch (* 24. Dezember 1924 in Dux; † 26. September 2012 in Wackernheim), Psychologe und Hochschullehrer